# Crossed (The Walking Dead)
"Crossed" là tập thứ bảy trong Phần 5 của series phim truyền hình The Walking Dead. Tập phim được phát sóng trên kênh AMC của Mỹ vào ngày 23 tháng 11 năm 2014. Khi phát sóng, tập phim đã được 13,33 triệu người xem trong đó có 7,0 triệu người từ 18-49 tuổi.

## Nội dung tập
Tập phim bắt đầu bằng cảnh nhóm Rick đang gia cố lại nhà thờ. Trước đó, Daryl đã quay lại cùng với Noah và kể cho mọi người chuyện về bệnh viện Grady Memorial. Rick nói với Michonne rằng anh không thể để cho Carl đi cùng đến Atlanta. Michonne nói rằng cô muốn đi cùng mọi người đến cứu Beth và Carol, rằng Rick nên ở lại cùng Carl. Tuy nhiên, Rick nói rằng anh nợ Carol rất nhiều và thực sự phải đi cứu cô ấy. Sau khi Rick, Tyreese, Sasha, Daryl và Noah rời khỏi để đi đến Atlanta, Michonne, Carl, Judith và cha xứ Gabriel ở lại nhà thờ. Gabriel nhìn thấy những vết máu trước đó của nhóm Gareth và cố xóa chúng đi.
Trên đường đến Atlanta, Tyreese cố nói chuyện với em gái mình về chuyện xảy ra đêm hôm trước. Tuy nhiên, Sasha đã chặn lời anh và nói rằng cô không muốn nhắc lại việc đó. Đến nơi, Rick triển khai kế hoạch cho những người khác cùng biết. Anh cho rằng nên bắn một phát súng để dụ một vài sĩ quan ra ngoài, sau đó giết họ, đột nhập vào tòa nhà và lặng lẽ giết hết tất cả những kẻ khác. Tyreese tỏ vẻ không đồng tình với kế hoạch của Rick và có một ý tưởng khác: bắt một vài sĩ quan làm con tin, sau đó yêu cầu phía nhóm kia trao đổi Beth và Carol để lấy người của họ. Rick nói rằng kế hoạch của Tyreese cũng ổn, nhưng để chắc chắn thành công, cả nhóm vẫn nên làm theo kế hoạch của anh. Tuy nhiên, Daryl bày tỏ sự đồng tình của anh với Tyreese, anh muốn tất cả mọi người đều sẽ sống sót qua chuyện này. Cuối cùng, Rick đồng ý làm theo kế hoạch của Tyreese.
Cả nhóm nhanh chóng bắt tay vào thực hiện kế hoạch. Noah nã một phát súng lên trời để dụ một vài sĩ quan đến con kẻm nhỏ. Khi họ đuổi kịp và chặn Noah lại, Rick cùng những người khác cầm súng đến và bao vây họ. Hai sĩ quan này bị tước vũ khí và buộc phải quỳ xuống, sau đó bị trói tay ra đằng say. Một trong số họ, Lamson nhận ra ngay rằng Rick là cảnh sát dựa vào cách nói chuyện của anh. Đúng lúc Noah đang nói với Rick rằng Lamson là một người tốt, một chiếc xe bất ngờ ập tới. Một sĩ quan trong xe xả súng về phía nhóm Rick, giúp 2 sĩ quan kia nhảy vào xe để chạy trốn. Khi chiếc xe đang phóng đi, Sasha bắn vào lốp xe khiến xe bị xịt lốp.
Nhóm Rick đuổi theo chiếc xe đến một nơi la liệt xác chết lẫn xác sống bị chết cháy trên nền đất, đó chính là những nạn nhân trong vụ đánh bom thành phố Atlanta trước đây. Rick thấy Lamson và nữ sĩ quan lúc nãy chạy vào một tòa nhà và lập tức ra hiệu cho mọi người đuổi theo. Daryl đi sau cùng và cảnh giác hơn khi không thấy vị sĩ quan còn lại đã cứu 2 người lúc nãy đâu, anh cẩn trọng tìm kiếm xung quanh thì bị vị sĩ quan này tấn công bất ngờ và đè xuống đất. Daryl bèn với tay và dùng 2 ngón tay móc vào mắt của một xác sống gần đó, dùng hết sức để tách phần đầu con walker khỏi người nó và dùng phần đầu này đập vào người vị sĩ quan kia. Đúng lúc đó, Rick quay trở lại và chĩa súng vào vị sĩ quan này. Anh ta đành giơ hai tay lên đầu hàng nhưng có vẻ như Rick định giết anh ta. Sau khi được Daryl thuyết phục rằng sở hữu ba con tin sẽ tốt hơn là hai, Rick quyết định tha mạng cho người này.
Khi họ đưa những sĩ quan này vào trong tòa nhà để giữ làm con tin, vị nữ sĩ quan nói rằng cô và đồng nghiệp của mình có thể giúp nhóm Rick nếu anh nói cho họ biết nhóm anh muốn gì. Cô cho rằng Dawn sẽ không đồng ý trao đổi con tin vì bản thân Dawn cũng không ưa họ, vậy nên tốt hơn hết nhóm Rick nên thả tự do cho họ, để họ tự quay lại xử lý Dawn và họ sẽ trả Beth & Carol cho nhóm Rick. Trong khi đó, Tyreese và Sasha đang ở bên ngoài lấy một vài thứ đồ từ chiếc xe cảnh sát. Sasha làm rách chiếc áo của Bob mà cô đang mặc và có vẻ buồn bực. Tyreese bèn an ủi em gái mình. Khi những người khác đã sẵn sàng rời khỏi để đi thương lượng với Dawn, Lamson đang nói cho Rick biết trước những gì mà Dawn sẽ nói. Rick hỏi rằng liệu Lamson có cần điều gì khác nữa không trước khi họ rời khỏi. Lamson liền nói rằng anh khát nước, và Sasha mang cho anh một ít nước.
Khi cả nhóm đã rời khỏi, Lamson nói chuyện cùng Sasha. Anh kể với cô rằng mình có quen một xác sống ở bên ngoài bãi đậu xe. Người đó tên Tyler, từng là đồng nghiệp với Lamson và đã chết trong một nhiệm vụ mà lẽ ra Lamson là người đảm đương nhiệm vụ đó. Kể từ sau cái chết của Tyler, Lamson luôn bị dày vò trong tội lỗi rằng lẽ ra mình mới là kẻ phải chết. Sasha bày tỏ sự cảm thông với Lamson và nói rằng cô có thể giúp anh bắn chết walker đó. Lamson liền đồng ý và nói rằng anh sẽ chỉ cho Sasha thấy chỗ mà walker Tyler đang nằm. Họ đi đến bên cửa sổ và khi Sasha đang cầm súng ngắm con walker mà Lamson chỉ. Anh ta lao mạnh tới từ phía sau đẩy Sasha đập đầu vào cửa kính cửa sổ, lăn ra bất tỉnh. Lamson nhanh chóng chạy đến lối ra gần đó để thoát thân.
Ở một nơi khác, Eugene vẫn đang nằm bất tỉnh trên đường sau khi bị Abraham đấm. Tara xếp những chai nước cạnh nhau với trên nắp mỗi chai là chữ cái đầu của tên mỗi người trong nhóm (GREATM), cô cho rằng nhóm của họ là "nhóm những người anh em". Rosita mang một chai nước đến đưa cho Abraham (người lúc này vẫn đang quỳ gục trên đường) và cố nói chuyện với anh. Sau khi Rosita to tiếng, Abraham dùng tay hất văng chai nước đi và đứng dậy trừng mắt nhìn cô. Maggie liền chĩa súng vào Abraham và yêu cầu anh ngồi xuống lại như cũ. Abraham liền làm theo lời Maggie nói. Khi đã hết nước, Glenn cùng Tara và Rosita đi tìm nước ở gần đó. Maggie liền dùng một chiếc thang và một cái chăn để tạo một cái bạt che nắng cho Eugene.
Ở một con suối gần đó, Glenn dùng chai nước múc thử nước lên và nhận thấy rằng nước ở đây khá đục. Rosita liền tạo nên một bộ lọc nước thủ công dựa theo những gì trước đây Eugene từng dạy cô. Sau đó, cô liền kể cho Glenn và Tara về việc cô đã gặp Abraham và Eugene như thế nào. Khi cô kể xong, ba người bọn họ thấy động trên mặt nước và nhận ra rằng có cá ở đó. Họ liền giết chết một số xác sống bị đè ở một cột điện gần đó, sau đó xé áo chúng để dùng làm lưới đánh cá. Tara tìm thấy một chiếc balô chìm dưới lớp bùn đất, cô có vẻ vui khi tìm thấy một chiếc yo-yo.
Vẫn ở chỗ xe tải, Maggie đến gần đưa nước cho Abraham. Cô hỏi anh rằng: "Có phải lúc đó anh đã muốn tôi bắn anh phải không?" và Abraham đáp: "Tôi nghĩ rằng mình đã muốn. Nhưng thực ra là không". Maggie chợt nghe thấy tiếng thều thào của Eugene - người lúc này vừa tỉnh dậy và vội chạy đến chỗ anh ta. Abraham liền nhặt chai nước mà Maggie đặt dưới đất lên.
Ở bệnh viện Grady Memorial, Dawn đang nói chuyện với sĩ quan O'Donnell về chuyện đi tìm Noah trong khi Beth đang lau sàn nhà ở gần đó. Khi cuộc nói chuyện giữa Dawn và O'Donnell chuyển sang tình hình không mấy khả quan của Carol. Beth liền xen ngang với vẻ bực tức, cô cho rằng O'Donnell không muốn lãng phí tài nguyên ở bệnh viện nhưng lại sạc đầu DVD của anh ta cả ngày, trong khi đó Carol chỉ mới được đưa về đây có một ngày. Dawn liền ra lệnh cho O'Donnell đi rút những dây hỗ trợ đang cắm vào người Carol, cô cho rằng nếu Carol khỏe thì sẽ tự hồi phục được. Sau khi O'Donnell rời khỏi, Dawn quay ra nói với Beth rằng cô không thể làm gì để giúp Carol, nhưng Beth thì có thể. Dawn đưa cho Beth chìa khóa của tủ thuốc và bảo cô cứu lấy Carol. Beth liền tới chỗ của bác sĩ Steven Edwards và hỏi anh về tên loại thuốc có thể giúp Carol. Steven trả lời cho Beth tên thuốc và liều lượng của nó, tuy nhiên anh cũng không quên cảnh báo rằng nếu Dawn đưa cho Beth chìa khóa tủ thuốc thì cũng chưa chắc đó là hành động thành tâm của Dawn.
Beth liền bắt đầu kế hoạch đến mở tủ thuốc. Cô mang một vài quả dâu tây đến cho một bệnh nhân cao tuổi tên Percy để ông ta giúp cô đánh lạc hướng những sĩ quan khác. Sau khi kế hoạch thành công, Beth mang thuốc tới phòng bệnh của Carol và tiêm cho cô. Beth nhìn Carol vẫn đang bất tỉnh và nắm lấy tay cô ấy. Beth nói: "Carol, là cháu Beth đây. Cháu chỉ muốn cô biết rằng cháu đang ở đây".
Ở nhà thờ, sau khi đã gia cố xong xuôi cho nhà thờ, Carl đến bên Gabriel và khuyên cha xứ nên học cách sử dụng vũ khí để tự vệ, vì ông không thể ở mãi trong nhà thờ được. Gabriel cầm một cây mã tấu lên và Carl bắt đầu dậy ông cách đâm. Tuy nhiên, chỉ được một lúc là Gabriel tái mặt và nói rằng ông cần vào phòng nằm nghỉ.
Một lúc sau, Michonne đến gõ cửa phòng Gabriel để nói chuyện với ông. Michonne cố thuyết phục cha xứ rằng những gì mà nhóm Gareth phải nhận lấy là xứng đáng. Sau khi đã nói chuyện xong, Gabriel đóng cửa phòng mình lại và tiếp tục dùng cây mã tấu để bẩy những tấm gỗ dưới sàn nhà lên - việc mà ông vẫn đang làm từ nãy đến giờ. Sau khi đã tạo được một khoảng không đủ để mình chui qua, Gabriel nhảy xuống và chui ra bên ngoài nhà thờ. Ngay khi vừa ra được khỏi, Gabriel dẫm phải một cái đinh. Ông đau đớn rút nó ra rồi tiếp tục bước đi. Đi được một đoạn, Gabriel chạm trán một xác sống. Ông nâng người nó lên rồi đẩy nó ngã xuống đất, khiến người nó bung bét ra và không thể đứng dậy được nữa. Gabriel nâng một tảng đá to lên định dùng nó để đập đầu con walker. Tuy nhiên khi nhìn thấy chiếc vòng cổ hình thánh giá trên cổ con walker, ông đã ngừng lại. Ông thả tảng đá xuống và tiếp tục đi sâu vào rừng.

## Diễn viên

### Diễn viên chính
- Andrew Lincoln vai Rick Grimes
Norman Reedus vai Daryl Dixon
Steven Yeun vai Glenn Rhee
Lauren Cohan vai Maggie Greene
Chandler Riggs vai Carl Grimes
Danai Gurira vai Michonne
Melissa McBride vai Carol Peletier
Michael Cudlitz vai Abraham Ford
Emily Kinney vai Beth Greene
Chad Coleman vai Tyreese Williams
Sonequa Martin-Green vai Sasha Williams
Josh McDermitt vai Eugene Porter
Christian Serratos vai Rosita Espinosa
Alanna Masterson vai Tara Chambler
Seth Gilliam vai Gabriel Stokes

### Diễn viên định kỳ
- Christine Woods vai Dawn Lerner
Tyler James Williams vai Noah
Erik Jensen vai Steven Edwards
Maximiliano Hernandez vai Bob Lamson

### Các diễn viên phụ khác
- Ricky Wayne vai Sĩ quan O'Donnell
- Teri Wyble vai Amanda Shepherd
- Christopher Matthew Cook vai Sĩ quan Licari
- Marc Gowan vai Percy
- Charlotte & Clara Ward vai Judith Grimes

## Cái chết trong tập
- Không có

## Đánh giá
Nhìn chung, "Crossed" nhận được phản hồi tốt từ giới phê bình. Matt Fowler từ trang IGN cho tập phim 8.2 trên thang điểm 10. Trang Rotten Tomatoes có 87% trong số 15 bài phê bình về tập phim mang tính tích cực. Zack Handlen của trang The A.V. Club cho tập phim điểm B+ (trên thang điểm từ F đến A) và nhận xét: "Nói ngắn gọn thì The Walking Dead đang ngày càng tiến bộ trong việc cân bằng giữa niềm hy vọng và nỗi tuyệt vọng trong phim". Bên cạnh đó, Tim Surette của trang TV.com lại cho rằng "Crossed" là một trong những tập phim "ít hay" nhất của Phần 5 (tính đến thời điểm đó). Tuy nhiên, anh cho rằng tập phim vẫn hoàn thành trọn nhiệm vụ trong việc xây dựng sự kịch tính cho tập cuối nửa đầu mùa phim trước khi phim nghỉ đông".

## Bên lề
- Lần xuất hiện đầu tiên của: Bob Lamson, Licari, Percy.
- Tập phim này đánh dấu lần xuất hiện thứ 50 của Andrew Lincoln (Rick) trong The Walking Dead.
- Đây là tập phim đầu tiên của Phần 5 mà toàn bộ các nhân vật chính đều xuất hiện.
- Tên của tập phim, "Crossed" mang nhiều ý nghĩa khác nhau
  - Đầu tiên, nó ngụ ý cho lời kể của Rosita về việc nhóm của cô và nhóm Abraham với Eugene đã gặp nhau (crossed) như thế nào
  - "Cross" cũng ám chỉ cho hình ảnh chữ thập ở phía sau những chiếc xe của bệnh viện Grady Memorial.
  - "Cross" cũng là hình ảnh cây thánh giá/thập tự ám ảnh trong tâm trí cha xứ Gabriel.
  - Cuối tập phim, Sasha cũng bị double-crossed (lừa đảo/phản bội) bởi sĩ quan Lamson.
- Tara đặt tên cho nhóm của mình là GREATM và cho rằng nhóm họ là "Band of brothers" (Nhóm những anh em). Thật trùng hợp, "Band Of Brothers" cũng là tên của một bộ phim mà Michael Cudlitz (Abraham) từng tham gia diễn xuất.
- Tập phim này cho khán giả thấy hậu quả của vụ đánh bom Atlanta mà trước đây Shane với Lori thấy trong cảnh flashback của "Chucapabra" với những tòa nhà bị vỡ và cháy đen cùng những xác chết biến dạng.